# Выборы в ландтаг Рейнланд-Пфальца 1955
Выборы в ландтаг Рейнланд-Пфальца 1955 года состоялись 15 мая. Ландтаг Рейнланд-Пфальца был первым, который выбирал парламент после отмены оккупационного статуса. В выборах, которые в значительной степени зависили от федеральной политики, выиграл Христианско-демократический союз, который набрал абсолютное большинство голосов.

## Начальное положение
Несмотря на абсолютное большинство Христианско-демократического союза (CDU), Петер Альтмейер решил создать коалицию со Свободной демократической партией (FDP).

## Результаты выборов
Распределение мест после выборов 1955 года
Выборы в ландтаг состоялись 15 мая 1955 года. Участие в выборах приняли 9 партий.

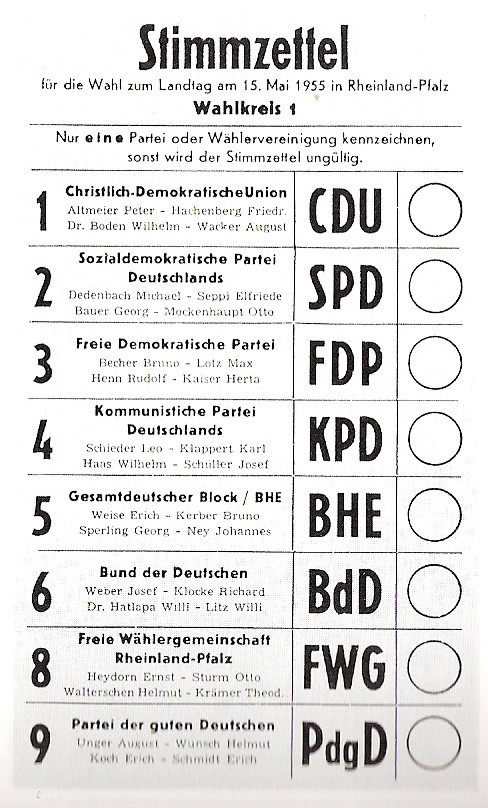
Бюллетень для государственных выборов

- Общее количество избирателей: 2 151 228;
- Количество явившихся избирателей: 1 634 750;
- Явка избирателей: 75,99 %, из них:
  - действительные голоса: 1 583 829;
  - недействительные голоса: 50 921.

| Партия                              | Партия                                       | Голосов   | %     | Мест | Изменений |
| ----------------------------------- | -------------------------------------------- | --------- | ----- | ---- | --------- |
|                                     | Христианско-демократический союз (CDU)       | 741 384   | 46,81 | 51   | ▲8        |
|                                     | Социал-демократическая партия Германии (SPD) | 501 751   | 31,68 | 37   | ▼1        |
|                                     | Свободная демократическая партия (FDP)       | 201 847   | 12,74 | 12   | ▼7        |
|                                     | Коммунистическая партия Германии (KPD)       | 50 896    | 3,21  |      |           |
|                                     | Свободные избиратели Рейнланд-Пфальца        | 45 220    | 2,86  |      |           |
|                                     | Общегерманский блок                          | 28 271    | 1,78  |      |           |
|                                     | Союз немцев, партия единства, мира и свободы | 10 527    | 0,66  |      |           |
|                                     | Партия хороших немцев                        | 3 092     | 0,20  |      |           |
|                                     | Немецкие сельские жители                     | 841       | 0,05  |      |           |
| Недействительных бюллетеней         | Недействительных бюллетеней                  | 50 921    | 3,11  | -    | -         |
| Всего                               | Всего                                        | 1 634 750 | 100   | 100  | -         |
| Зарегистрированных избирателей/явка | Зарегистрированных избирателей/явка          | 1 583 829 | 75,99 | -    | -         |

## Последствия
Абсолютным большинством Христианско-демократический союз (CDU) укрепило свои позиции в области федеральной и государственной политики. Несмотря на абсолютное большинство ХДС, Свободная демократическая партия (FDP) была представлена в 3-м кабинете Альтмейера.
Крайне правые Свободные голоса Рейнланд-Пфальца (FWG) — коалиция Немецкой имперской партии (DRP) и Немецкой партии (DP), а также крайне левая Коммунистическая партии Германии (KPD) не смогли повлиять на исход выборов.